# 留夜別村
留夜別村（日语：／ Ruyobetsu mura */?）位於北方四島（南千島群島）的國後島北部區域。過去曾經為日本領土，但在1945年二次大戰後遭蘇聯佔領，現實際上為俄羅斯所統治，行政區劃屬於遠東聯邦管區萨哈林州。但因日本至今仍然主張擁有主權，故在北海道根室振兴局下仍設有此行政區劃的建制，但並無任何實際上的運作。
村名來自於阿伊努語的「ruy-o-pet」（磨刀石很多的河流）。
現在以古釜布（意思為南千島的城鎮）為中心。

## 沿革
- 1923年：留夜別村和大瀧村合併為留夜別村，成為北海道二級村。[1]
- 1945年9月：被蘇聯佔領。